# Todd Terry (musicien)
Pour les articles homonymes, voir Todd Terry.
 (avril 2025).
Si vous disposez d'ouvrages ou d'articles de référence ou si vous connaissez des sites web de qualité traitant du thème abordé ici, merci de compléter l'article en donnant les références utiles à sa vérifiabilité et en les liant à la section « Notes et références ».
Todd Terry, de son nom complet Todd N. Terry (né le 18 avril 1967 à Brooklyn, New York), est un DJ et compositeur de musique électronique américain réputé pour avoir grandement contribué à l'évolution de la house. 

## Biographie
Vers la fin des années 1980, il signe, sous différents pseudonymes (Royal House, Black Riot), quelques morceaux phares du genre comme Can You Party, Weekend et A Day In the Life. Son style se caractérise par une utilisation très marquée du sample, mais les sons qu'il emprunte sont souvent retravaillés, si bien qu'ils se révèlent parfois méconnaissables et peuvent donner une impression de composition originale.
Créant de la house avec une approche hip-hop jusqu'alors inédite, Todd Terry n'a donc sans doute pas été lui-même samplé fortuitement par de nombreux artistes ou groupes de rap : on peut par exemple citer[style à revoir] les Jungle Brothers, qui n'hésitent pas à réutiliser l'instrumentation complète de Can You Party pour leur I'll House You (1988).
Au cours des années 1990 et 2000, il se fait surtout remarquer pour ses remixes de chansons interprétées par des artistes aussi célèbres que Björk, Sting, Michael Jackson, Janet Jackson et Robert Plant. On notera[style à revoir] également ses collaborations avec Martha Wash et Jocelyn Brown, notamment sur l'album Todd Terry Presents: Ready For A New Day. On lui doit[style à revoir] aussi le remix de Missing d'Everything but the Girl, qui révéla le groupe au grand public.
En 2007, Todd Terry forme le groupe Todd Terry All Stars réunissant Kenny Dope, DJ Sneak et Terry Hunter en lançant le premier single Get Down mettant en vedette et co-écrit par Tara McDonald. Le suivant, Play On présente égalemen Tara McDonald et est publié en 2007 sur Strictly Rhythm / Defected Records, puis réédité en 2009 avec un remix par Eddie Thoneick.

## Discographie

### Remixes
- Anita Doth - Universe
- Annie Lennox - Little Bird[Lequel ?]
- Bizarre Inc. - I'm Gonna Get You
- Björk - Hyperballad
- The Cardigans - Love Fool
- The Corrs - Dreams
- Dr. Alban - This Time I'm Free
- Duran Duran - Electric Barbarella
- Everything but the Girl - Drivin
- Everything but the Girl - Missing
- Everything but the Girl - Wrong
- Garbage - Stupid Girl
- Kylie Minogue - Breathe
- Michael Jackson - Stranger in Moscow
- Martha Wash - Runaround
- Meredith Brooks - Bitch
- Natalia Lesz - Arabesque
- Playgroup feat. KC Flightt - Front 2 Back
- The Rolling Stones - Saint of Me
- Sash! - Mysterious Times
- Snap! - Rhythm Is a Dancer
- They Might Be Giants - S-E-X-X-Y
- Ultra Naté - Joy
- Yazoo - Don't Go
- Yes - Owner of a Lonely Heart
- 10,000 Maniacs - More than This